# 山王站 (福井縣)
山王站（日语：／ Sanno eki */?）是位於福井縣吉田郡永平寺町山王，屬於越前鐵道的勝山永平寺線車站。車站編號為E17。

## 車站構造
此站是地面車站，設有2面2線的相對式月台，並於1991年完全無人化。雖然此站曾試過安排在平日上午6時40分至9時40分之間派人當值，但2021年起便取消，變回全日無人化。

### 月台
兩月台之間設有站內平交道。
| 月台         | 路線          | 上下行 | 方向     |
| ------------ | ------------- | ------ | -------- |
| 車站大樓一方 | ■勝山永平寺線 | 上行   | 福井方向 |
| 車站大樓對面 | ■勝山永平寺線 | 下行   | 勝山方向 |

## 歷史
- 1914年2月11日：車站啟用。
- 1981年8月1日：車站業務委託化[1]。
- 1993年1月11日：取消委托化，完全無人化[1]。
- 2001年6月25日：由於半年內兩度發生嚴重事故（日语：京福電気鉄道越前本線列車衝突事故），被國土交通省中部運輸局（日语：中部運輸局）引用鐵道事業法（日语：鉄道事業法）勒令全線暫停服務[2][3]。
- 2003年：

- 2月1日：車站設施轉讓至越前鐵道。
- 10月19日：越前鐵道重開永平寺口～勝山路段，本車站亦重開。

- 2024年10月11日：越前鐵道及福井鐵道均可使用ICOCA及全國通用IC卡付款[5][6]。

## 使用狀況
以下為一日平均上下車人次：
| 上下車人次變化 | 上下車人次變化 |
| 年度           | 1日平均人次    |
| -------------- | -------------- |
| 2011           | 179            |
| 2012           | 176            |
| 2013           | 166            |
| 2014           | 158            |
| 2015           | 126            |
| 2016           | 127            |
| 2017           | 133            |
| 2018           | 133            |
| 2019           | 123            |
| 2020           | 89             |
| 2021           | 48             |
| 2022           | 58             |

## 車站周邊
- 永平寺町公所上志比支所（舊上志比村（日语：上志比村）公所）
- 國道416號（日语：国道416号）
- 道之驛禪之里（日语：道の駅禅の里）

## 相鄰車站
越前鐵道
■勝山永平寺線
□快速（只有上行班次）
永平寺口（E12）←山王（E17）←越前竹原（E18）
■普通
越前野中（E16）－山王（E17）－越前竹原（E18）

## 外部連結
- 越前鐵道山王站 （页面存档备份，存于）（日語）